# وزن تشغيلي فارغ
وزن تشغيلي فارغ (بالإنجليزية : Operating empty weight أو OEW) هو وزن طائرة أو مروحية فارغة باحتساب وزن الآلة والطاقم، وبدون احتساب الحمولة من الركاب وبضائع ووقود.